# Categoría
En lenguaje coloquial, se entiende por categoría el grado de jerarquía dentro de un orden, que puede ser:
- social: el lugar que ocupa una determinada persona o cargo institucional, generalmente relacionado con el ejercicio del poder en todos sus campos:
- taxonómico: el nivel de importancia de cualquier cosa respecto a todas las demás.

La palabra categoría deriva de la palabra griega katêgoria que significa predicado o atributo. En filosofía, una categoría es una de las nociones más abstractas y generales por las cuales las entidades son reconocidas, diferenciadas y clasificadas. Mediante las categorías, se pretende una clasificación jerárquica de las entidades del mundo. Entidades muy parecidas y con características comunes formarán una categoría, y a su vez varias categorías con características afines formarán una categoría superior.

## Concepto
Las categorías se han formado en el proceso de desarrollo histórico del conocimiento sobre las bases de la práctica social de la jerarquía.
Permiten al hombre llegar a conocer el mundo que le rodea, pues el proceso de la cognición de un objeto no es un simple acto mecánico mediante el cual la realidad se refleja en la conciencia del hombre, sino un proceso complejo en virtud del cual el conocimiento de lo singular de la experiencia se interpreta mediante lo general, etc.
Uno de los rasgos más esenciales del pensamiento abstracto, consiste en la formación de los conceptos de categorías. El primero en usar categorías en la filosofía fue Aristóteles.

## Aristóteles
Aristóteles fue quizás el primer filósofo en abordar el estudio sistemático de las categorías escribiendo un libro sobre ellas. Su enfoque en líneas generales es materialista y concibe las categorías como reflejo de las propiedades generales de los fenómenos objetivos. Presenta su lista de las diez categorías en Tópicos I.9, 103b20-25 y Categorías, IV, 1 b 25-27. Las diez categorías se pueden interpretar de tres maneras diferentes: como tipos de predicados, como clasificación de los sermones o como tipos de entidades.
- Sustancia ¿Qué es? (del griego: οὐσία; en latín: substantia). Es la base primaria, invariable de todo cuanto existe, conservada pese a todas las transformaciones, a diferencia de los objetos y fenómenos concretos sujetos a cambios, es la esencia más general y profunda, cuya causa y fundamento no se hallan incluso en alguna otra cosa, sino en ella misma. Ejemplos de sustancias pueden ser: Sócrates, el planeta Venus, esta manzana, etc.
- Cantidad ¿Cuánto hay? (del griego: ποσόν; en latín: quantitas). Magnitud, número, extensión, ritmo en que los procesos transcurren, grado de desarrollo de las propiedades, etc. La cantidad es una determinación de las cosas gracias a la cual esta puede dividirse (real o mentalmente); en partes homogéneas y heterogéneas. Ejemplos de cantidad: Un metro, un kilo, etc.
- Cualidad o calidad ¿Cómo es? (del griego: ποιόν; en latín: qualitas). Es aquello en virtud de lo cual alguien tiene algo, es decir, para Aristóteles esto era algo que la gente y los objetos tienen. Puede entenderse esta concepción entendiendo que las cualidades son propiedades, como rojo, azul, áspero, pesado, etc. Ejemplos de cualidad: Blanco, caliente, dulce, etc.
- Relación ¿Qué relación tiene con alguien o algo? (del griego: πρός τι; en latín: relatio). Es momento necesario de interconexión de todos los fenómenos, conducido por la unidad material del mundo, las relaciones entre las cosas son tan objetivas como las cosas mismas. Las cosas no existen al margen de la relación; esta es siempre una relación de cosas. La existencia de toda cosa, sus peculiaridades y propiedades objetivas. Ejemplos de relación: Doble, mitad, mayor, etc.
- Lugar ¿Dónde está? (del griego: ποῦ; en latín: ubi). Es el espacio ocupado o que puede ser ocupado por un cuerpo cualquiera. Sitio que en una serie de ordenada de nombres ocupa cada uno de ellos. El lugar es lo referente a una porción del espacio (ubicado esto en la noción de exterioridad infinita) en la que puede estar un objeto o cuerpo. Ejemplos de lugar: En un mercado, en el Liceo, etc.
- Tiempo ¿De cuándo es? (del griego: πότε; en latín: quando). La materia, en su movimiento, manifiesta ciclos. La magnitud que esta propiedad genera se le llama tiempo. El tiempo es la magnitud física que mide la duración o separación de las cosas sujetas a cambio, esto es, el periodo que transcurre entre dos eventos consecutivos que se miden de un pasado hacia un futuro, pasando por un presente. Ejemplos de tiempo: Ayer, el año pasado, un siglo, etc.
- Situación, estado o posición ¿En qué postura está? (del griego: κεῖσθαι; en latín: situs). Disposición de una cosa con respecto al lugar que ocupa. Ejemplos de situación: De pie, sentado, tumbado, etc.
- Condición, hábito o posesión ¿Cuáles son sus circunstancias? (del griego: ἔχειν; en latín: habitus). Circunstancias que afectan a un proceso o al estado de una persona o cosa. Ejemplos de condición: Armado, descalzo, etc.
- Acción ¿Qué hace? (del griego: ποιεῖν; en latín: actio). Es lo necesario para que se produzca un efecto en las cosas, es el arjé manifestado por la materia para hacer efecto en los procesos del devenir en las personas y cosas. Se puede diferenciar según el lapso considerado en acción instantánea, acción promedio, etc. Ejemplos de acción: Corta, quema, etc.
- Pasión ¿A qué se somete? (del griego: πάσχειν; en latín: passio). Se refiere a un estado que padece o sufre en el que se encuentra el sujeto. Ejemplos de pasión: Es cortado, se quema, etc.

Existe la hipótesis de que Aristóteles consideraba las categorías de posesión y situación como subcategorías, subsumibles quizás en héxis y diáthesis respectivamente, dos sub-clases de cualidad. Otras nociones se encuentran Accidente «[Lo que] está en un sujeto, pero no se dice de ningún sujeto […]; [y lo que] se dice de un sujeto y está en un sujeto» y Sustancia segunda. Este listado aparece también en otras obras, omitiéndose algunas categorías, come en Tópicos, I, 9, 103 b 20-23; Metafísica, V, 7, 1017 a 25; Segundos analíticos, I, 22, 83 a 21-22 y en Física, V, 1, 225 b 6-8. La categoría más importante es la sustancia o entidad, habiendo dos tipos, la entidad concreta o primera y abstracta o segunda. En cierto modo, la entidad concreta no es una categoría porque no se puede predicar. Entonces, aun sabiendo uno por definición qué es una cosa, no sabrá si es o si existe, pues el ser no es ningún género ni entidad de nada. En esto punto se diferencia mejor la ontología aristotélica de la platónica.
El tratado aristotélico de las Categorías ha sido ampliamente discutida por los comentadores de Aristóteles desde la Antigüedad, como Simplicio, Olimpiodoro, Tomás de Aquino y Giulio Pace. Fue objeto de un gran número de críticas. Kant objetó que están enumeradas al azar y no son deducidas de un principio general (véase Categoría de Kant). Otro reproche recibido fue incluir la substancia como categoría del ser cuando la substancia es el ser mismo. Para Jesús Mosterín, la teoría aristotélica de las categorías es muy oscura porque no se sabe bien cuando Aristóteles habla de cosas o de nociones y ni justifica porque son esas y no otras.

## Estoicismo
Los estoicos sostenían que todos los seres (ὄντα), aunque no todas las cosas (τινά), son materiales. Además de los seres existentes, admitieron cuatro incorporales (asomata): tiempo, lugar, vacío y decible. Se sostenía que simplemente "subsistían" mientras que tal estatus se les negaba a los universales. Así, aceptaron la idea de Anaxágoras (al igual que Aristóteles) de que si un objeto está caliente, es porque alguna parte de un cuerpo de calor universal había entrado en el objeto. Pero, a diferencia de Aristóteles, ampliaron la idea para cubrir todos los accidentes. Por tanto, si un objeto es rojo, sería porque alguna parte de un cuerpo rojo universal ha entrado en el objeto.
Sostuvieron que había cuatro categorías.
- sustancia (ὑποκείμενον)

La materia primaria, sustancia informe (ousia) de la que están hechas las cosas.
- calidad (ποιόν)

La forma en que se organiza la materia para formar un objeto individual; en la física estoica, un ingrediente físico (pneuma: aire o aliento), que informa el asunto.
- manera en la que está dispuesto (πως ἔχον)

Características particulares, no presentes dentro del objeto, como tamaño, forma, acción y postura.
- manera en la que está dispuesto en relación con algo (πρός τί πως ἔχον)

Características relacionadas con otros fenómenos, como la posición de un objeto en el tiempo y el espacio en relación con otros objetos.
Los estoicos describieron lo que tenemos control sobre las categorías de nuestra propia acción, pensamientos y reacciones. El párrafo inicial del Enquiridion establece las categorías como: "Las cosas que tenemos bajo nuestro control son la opinión, la búsqueda, el deseo, la aversión y, en una palabra, cualesquiera que sean nuestras propias acciones. Las cosas que no están bajo nuestro control son el cuerpo, la propiedad, la reputación, y en una palabra, las que no sean nuestras propias acciones". Estos sugieren un espacio que está bajo nuestro propio control.

## Kant
Immanuel Kant criticó el listado de las categorías del ser aristotélicas al no hacer una clasificación sistemática detallada, las cuales «las puso juntas meramente al azar, tal como las encontró; sino tal como se dividen por sí mismas en clases en virtud de algunas pocas leyes fundamentales del entendimiento». Carta a Marcus Herz del 21 de febrero de 1772, Ak X, 132.
Kant observa que las impresiones de la realidad objetiva provocan en nuestros sentidos la percepción de un material caótico y bruto. Para que se puedan comprender, han de ordenarse en secuencias temporales (según, antes, ahora, después) y en esquemas espaciales (según las tres dimensiones). Solamente después de ese ordenamiento, esas impresiones pueden ser captadas en forma conjunta o de una de las más importantes de los que se hayan a de percepciones o apercepciones. Kant establece su tabla de categorías sobre la base de la tabla de juicios, que eran usuales en los manuales de lógica de la época, y que tienen una función fundamental en el conocimiento. Para Kant, las categorías son condiciones que el entendimiento requiere para la unidad sintética del pensamiento, pues la experiencia es conocimiento por enlace de percepciones y estos enlaces son ordenados por los conceptos primordiales a priori que no contienen nada empírico, sino que son las condiciones para una experiencia posible. La importancia de las categorías es capital para el pensamiento kantiano: son el sostén de todo el edificio conceptual estructurado en la Crítica de la razón pura.
Las categorías propuestas por Kant son:
1. de la cantidad: unidad, pluralidad, totalidad;
2. de la cualidad: realidad, negación, limitación;
3. de la relación: de la inherencia y subsistencia (sustancia y accidente), de la causalidad y dependencia (causa y efecto), de la comunidad (interacción entre el agente y el paciente);
4. de la modalidad: posibilidad-imposibilidad, existencia-inexistencia, necesidad-contingencia.

A propósito de la relación entre la tabla de juicios y las categorías se ha planteado que "la correspondencia entre estas categorías y los tipos de juicio no es demostrada en detalle por Kant. Aunque es evidente en el caso del título de la modalidad, es bastante dudosa en los otros casos". sin embargo las categorías propuestas por Kant han tenido muchísima influencia en autores posteriores. 
Con Kant las categorías cambian radicalmente de sentido y pasan a ser entendidas como:
- Formas puras: Sin contenido empírico, no reflejan ninguna característica de los objetos empíricos. Son estas "formas puras" las condiciones de posibilidad de la constitución del objeto.
- Formas necesarias: Para lograr el conocimiento racional y científico. Son condiciones de posibilidad de ese conocimiento.
- Formas subjetivas: A priori, ya que son patrimonio previo de todo entendimiento humano, o sea, de lo que Kant llama el “yo trascendental”.

## Hegel
Con Hegel se opera en otro cambio radical de entender las categorías. Su posición es muy rica y de grandes influencias posteriores, pero va más allá de los postulados que le preceden. Para comprender la importancia de las categorías en Hegel es importante comprender en qué momento del libro “La Fenomenología del Espíritu” (FDE, en adelante) se encuentra. La FDE está escrito de manera dialéctica, es decir, a modo de viaje, donde ninguna sección llega a una respuesta, sino que en el camino de la explicación y el razonar fenomenológico, cada respuesta que encontramos es transitoria y se vuelve más compleja en la siguiente sección.
Las categorías aparecen en el tercer capítulo de la FDE, llamado “La Fuerza y el Entendimiento”, precedido por “La Certeza Sensible” y “La Percepción”. Hegel presenta este capítulo como una respuesta directa a Kant, reduciendo las doce categorías a solo una: la fuerza. Es la fuerza la que opera mediante una ley, siendo esta “el categorizarse del objeto” (es decir, el volverse determinado en sí mismo). Presenta así la autonomía del objeto para categorizarse y darse forma a sí mismo. Esto es una diferencia radical con Kant, para quien es el entendimiento quien le pone una forma al objeto, constituyéndolo mediante la acción de las categorías. En Hegel, sin embargo, la pregunta por el objeto nos llevará (más adelante en el libro) a su autodeterminación.
Para Hegel, la ley es el determinar en el manifestar, es el modo (o "la forma") de las determinaciones, y las determinaciones son el ser (o "el contenido") en lo manifestado.
En la FDE, el primer capítulo (“La Certeza Sensible”) establece que el objeto es un “esto” universal. En el segundo capítulo (“La Percepción) lleva el “esto” a la “cosa” de múltiples propiedades, y luego a la “coseidad”. El tercer capítulo (“Fuerza y Entendimiento”) muestra la “coseidad” como “fuerza”. La “fuerza” es, entonces, la coseidad determinada (determinándose), donde luego la fuerza es parte de un “juego de fuerzas” y estas, a su vez, obedecen a la “ley”. Así, la fuerza y la ley se manifiestan como el fenómeno. La ley es el modo en que el fenómeno aparece. La fuerza es el qué de lo apareciente. Se puede comprender la noción de fuerza con un ejemplo concreto: en la tierra vemos que todos los objetos caen (producto de la fuerza de gravedad), pero la fuerza de gravedad no opera por sí misma, sino que acciona desde la ley de gravedad (que es la ley que determina su manifestación).
La ley, a su vez, se divide en:
- La ley quieta.
- La ley homónima, que es solo diferencia.
- La ley opuesta que constituye la contradicción, tensión y polaridad.

La “contradicción” es el modo en que la ley determina la manifestación, el aparecer del fenómeno. La capacidad de conocer, es decir, el "entendimiento" es un modo de la experiencia que se divide en la explicación y la infinitud. Ambos elementos generan “la razón”, es decir, la coseidad, el determinarse de la cosa.
La unión coseidad-razón es uno de los motivos por lo cual a Hegel se suele incluir en la corriente del idealismo alemán, aún si su filosofía trasciende la simple noción de que “el pensamiento es el mundo” y su enfoque de categorías va más allá del idealismo, encontrando la determinación propia de la razón (la ley que permite al objeto determinarse a sí mismo).
Esta es la lógica a través de la cual se puede descubrir el desdoblamiento del espíritu como intersubjetividad, como experiencia particular de cada sujeto. El “espíritu” sería el Absoluto no desdoblado, no transformado en individualidad. La descripción de la fuerza y la ley como categorías de la razón permitirían al objeto volverse consciente, y serían el paso a la sección “Autoconciencia”, el siguiente capítulo de la FDE.

## Marx
Para conocer las características filosóficas de Marx hay que saber qué es la Dialéctica: es una ciencia que trata de las leyes más generales del desarrollo de la naturaleza, de la sociedad y del pensamiento humano. Entonces, sabiendo de antemano que Marx y Engels eran de corriente materialista; estos hacen la Dialéctica Materialista; que es la estructuración de la Dialéctica sobre la base de la concepción materialista del proceso histórico y del desarrollo del conocimiento, generalizando los procesos reales que ocurren en la naturaleza, en la sociedad y el pensar.
Dentro de la Dialéctica materialista se encuentran las siguientes categorías:
Materia
Esta categoría es una de las más importantes de toda la Dialéctica Materialista, ya que ella caracteriza el materialismo de esta Dialéctica y de su comprensión dependerá la interpretación de las demás categorías. Para su explicación vamos a partir de la definición que Lenin da en su obra “Materialismo y Empiriocritismo”, del año 1908. Según Lenin, materia es la categoría filosófica que sirve para designar la realidad objetiva que es dada al hombre en sus sensaciones y que es copiada, fotografiada, reflejada por nuestras sensaciones, existiendo independientemente de ellas. De esta definición hay que destacar su aspecto filosófico, específicamente gnoseológico, y su carácter polémico frente a toda forma de idealismo y de agnosticismo.
Movimiento
Es la categoría filosófica que no se limita solamente a lo que comúnmente se entiende por esa palabra, o sea, el cambio o movimiento físico de tipo local, el cambio en la posición o lugar que ocupa una realidad. El movimiento es una categoría de tipo filosófico, de manera que comprende todo tipo de cambio o transformación de la realidad objetiva. Desde el simple cambio en la posición o movimiento local hasta la transformación de una realidad de forma distinta, hay toda una gama variada de cambios o transformaciones que puedes afectar a una realidad. Todas esas formas de variación son movimiento en sentido filosófico.
La visión Dialéctica y materialista de la categoría movimiento exige destacar al menos los siguientes aspectos: el movimiento como propiedad de la materia, es problema del reposo o no del movimiento y la cuestión de las diversas formas de movimiento.
Espacio y Tiempo
Desde ahora hay que rechazar la falsa idea de que el espacio y el tiempo sean dos realidades de carácter absoluto, que existen por sí mismas, o sea, independientemente de la materia. Esta concepción viene de la física de Newton y penetró a toda la ciencia clásica, e incluso en la concepción cotidiana, hasta que la física contemporánea la ha superado totalmente. En efecto, para la física clásica, el espacio y el tiempo existen objetivamente, pero de forma independiente de la materia y el movimiento.
Es falso que el espacio tenga un carácter absoluto: solamente se trata de una propiedad de la materia. En efecto, los objetivos materiales tienen todos dimensiones y extensión; precisamente por representar esta propiedad es que el pensamiento puede elaborar la categoría de espacio como abstracción, como generalización de esa característica de la realidad objetiva. Y para medir con precisión esa extensión, se utilizan las medidas especiales, o sea, determinados patrones convencionales como, por ejemplo, el metro con todos sus múltiplos y submúltiplos; pero no se deben confundir las medidas convencionales del espacio con el tiempo. Así pues, el espacio no existe como una realidad independientemente de la materia: es una propiedad de la materia.
De igual manera hay que negar que el tiempo exista como una realidad absoluta. Es solamente una propiedad de la materia; en efecto, los objetos materiales existen en desarrollo y a través de él, duran, permanecen en su existencia. Precisamente por tener esa propiedad de la duración es que el pensamiento elabora la categoría de tiempo como abstracción, como generalización de esa categoría común a la realidad objetiva. Y para medir con exactitud esa duración se utilizan las medidas temporales, patrones precisos pero convencionales como por ejemplo, la hora con sus múltiplos y submúltiplos.